# ベロ毒素

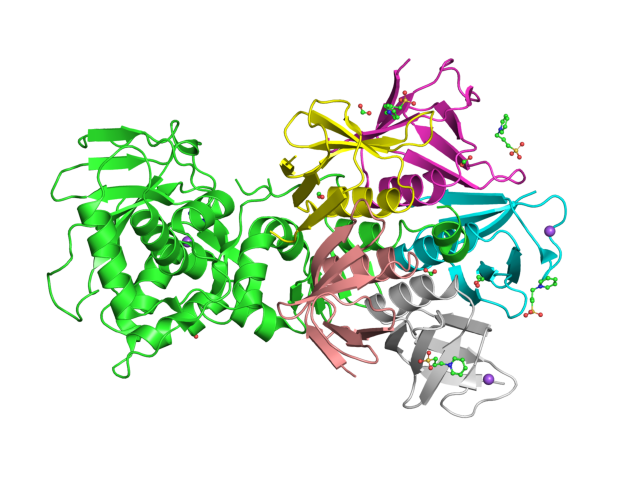
Stx2 のモデル図

ベロ毒素（ベロどくそ、verotoxin）とは、一部の腸管出血性大腸菌（EHEC, enterohaemorrhagic Escherichia coli）が産生し、菌体外に分泌する毒素タンパク質（外毒素）で、VT (= Vero cell Toxin) の省略形。一部の赤痢菌（志賀赤痢菌、Shigella dysenteria 1）が産生する志賀毒素（しがどくそ、シガトキシン）と同一のものであり、志賀様毒素（しがようどくそ、shiga-like toxin）とも呼ばれる。真核細胞のリボソームに作用して、タンパク質合成を阻害する働きを持つ。影響を強く受ける臓器は大腸、脳、腎臓で、出血性の下痢、急性脳症、溶血性尿毒症症候群(HUS)などのさまざまな病態の直接の原因となる病原因子である。なお、シガテラ食中毒の原因物質のひとつであるシガトキシン (ciguatoxin) とは別の物質である。

## 解説

### 由来
EHECの病原因子を探索する過程で不死化細胞のベロ細胞（Vero細胞、アフリカミドリザル Cercopithecus aethiops の腎臓上皮由来の動物培養細胞の一種で、経代培養でも老化しないので化感染実験や毒性実験などに汎用される）に対して致死性の細胞毒性を持つものとして発見されたことから命名された。

### 性質

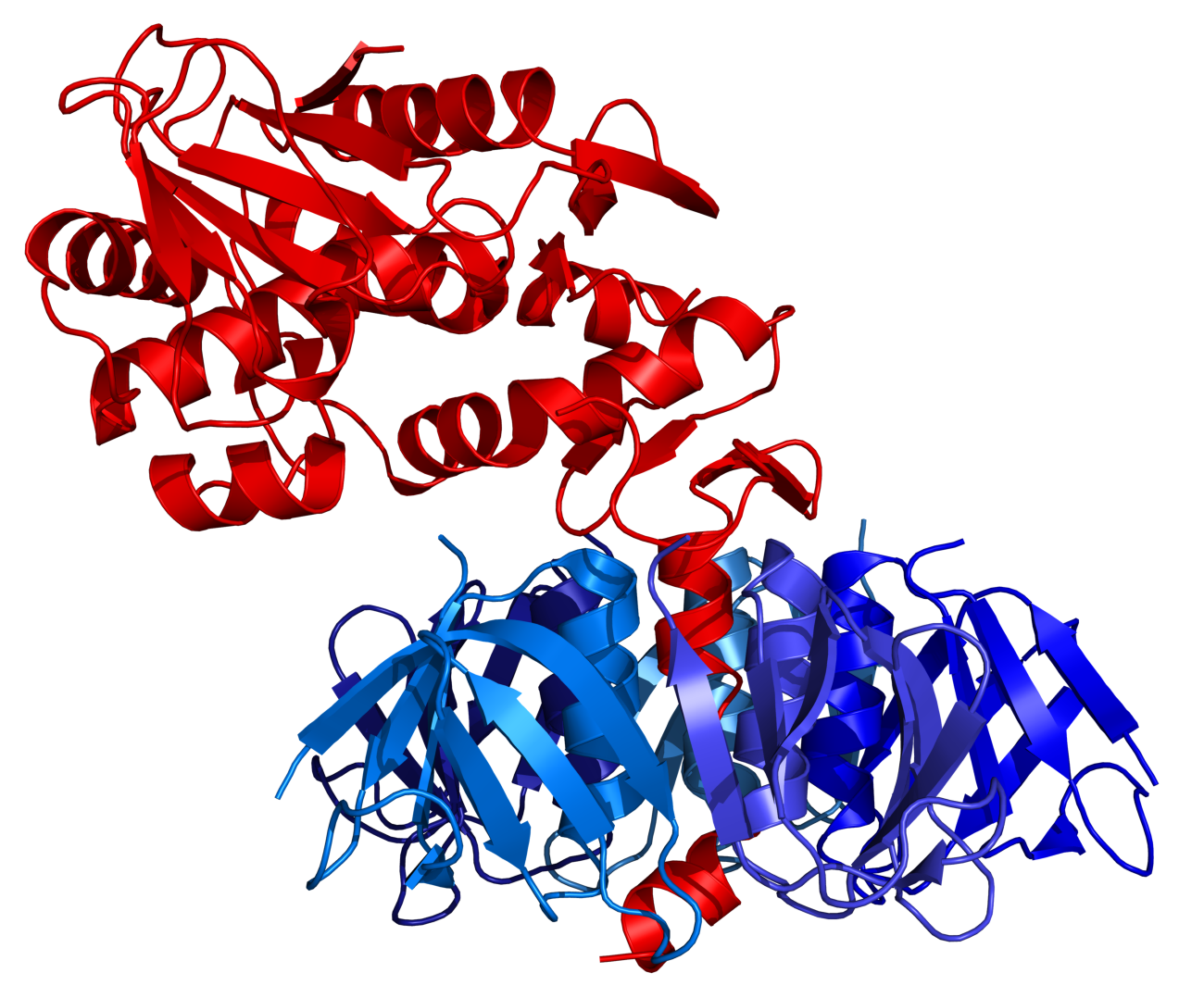
VT2(Stx2)のリボンモデル

EHECが細胞内で産生し、菌体外に分泌するタンパク質性の外毒素であり、互いによく似た構造を持つベロ毒素1(VT1)とベロ毒素2(VT2)の2つが知られている。毒素が産生される時期と菌体外への分泌タイミングが異なっている。
- ベロ毒素1(Stx1) - すでに志賀赤痢菌が産生する毒素として知られていた志賀毒素と同一であったことが後に判明した。

ベロ毒素1は、毒素としての活性を持つ 315残基のアミノ酸からなる1分子のAサブユニット（Activeサブユニット）と、細胞との結合活性を持つ 89残基のアミノ酸からなる5分子のBサブユニット（Bindingサブユニット）から構成される、A1B5型と呼ばれる毒素タンパク質である。Bサブユニットによって宿主の細胞に結合した後、Aサブユニットが細胞質内に輸送され、このAサブユニットが真核生物のリボソームに結合してタンパク質合成を不可逆的に阻害する。この作用によってタンパク質の合成が出来なくなった細胞は死に至り、さまざまな組織で組織傷害を生じる。
- ベロ毒素2(Stx2) - ベロ毒素1と生物学的症状が似ているが、免疫学的性状、物理化学的性状が異なる。重症化に影響を与えている[2]。

ベロ毒素2は、毒素としての活性を持つ 319残基のアミノ酸からなる1分子のAサブユニット（Activeサブユニット）と、細胞との結合活性を持つ 89残基のアミノ酸からなる5分子のBサブユニット（Bindingサブユニット）から構成される、A1B5型と呼ばれる毒素タンパク質である。

### 細菌学的知見
もともと毒素産生能を有していなかった大腸菌や赤痢菌がベロ毒素の産生能力を獲得したのは、細菌が薬剤耐性を獲得するのと同一の「水平伝播」と云うメカニズムによって行われたとされる。これは、ベロ毒素に関連する遺伝情報がファージ上の遺伝子に組み込まれていることから、EHECは赤痢菌からはファージを介して伝達された可能性が高いと考えられている。

## ベロ毒素に関わる歴史
- 1977年  Konowalchuk らが、ある種の大腸菌がベロ細胞に対して毒性の高い実態が不明の毒素を産生していることを報告。始めて Vero cell cytotoxin(VT)と命名[1]。
- 1983年 O'Brien らは、VT が志賀赤痢菌の産生する志賀毒素と免疫学的に共通性があることを報告し、志賀毒素様毒素(Shiga-like toxin, SLT)と呼んだ[4]。同時期に Scotlandらは、VT遺伝子がバクテリオファージによって水平伝達されることを示唆した[5]。
- 1985年 Scotlandら は，VTには志賀赤痢菌の産生する志賀毒素に対する抗体によって中和されないものもあることを示した。志賀毒素と免疫学的に同一なものをVT1、免疫学的に異なるものをVT2と呼んだ[5]。
- 1997年 米国のボルチモアで行われた3rd International Symposium and Workshop on Shiga toxin (Verocytotoxin)-Producing Escherichia coli Infections (VTEC '97)において志賀赤痢菌の産生する毒素を志賀毒素(Stx)、EHEC の産生する毒素を志賀毒素1(Stx1)と志賀毒素2(Stx2)とすることが提唱され、名称を統一化[2]。

## 作用メカニズム

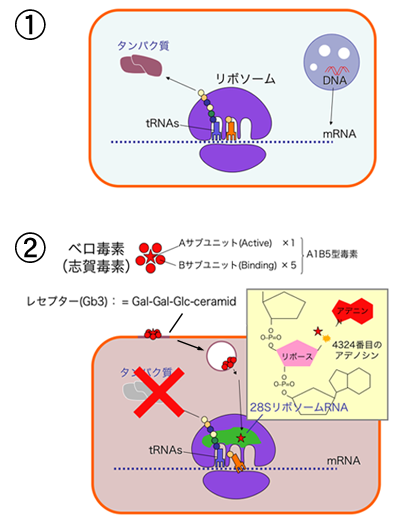
ベロ毒素の作用メカニズム
(1) 正常な細胞のタンパク合成。(2) ベロ毒素によるタンパク質合成阻害。詳細は本文を参照

正常な細胞では、DNAから転写されたmRNAは、リボソームにおいて読み取られ、アミノ酸が結合したtRNA（アミノアシルtRNA）の働きによって、mRNAの配列に応じてアミノ酸の鎖が伸長していき、ペプチドからタンパク質に翻訳される。
EHECから分泌されたベロ毒素は、5つのBサブユニットによって、宿主細胞の細胞膜にあるガングリオシドの一つであるGb3（Gal-Gal-Glc-セラミド）に結合し、エンドサイトーシスによって細胞内に取り込まれた後、Aサブユニットだけが細胞質に入り込む。Aサブユニットは、真核細胞のリボソームに含まれる28SリボソームRNAのうち、4324番目のアデノシンに作用して、その糖鎖を切断しアデニンを切り出す活性（N-グリコシダーゼ活性）を持つ。わずか1塩基の変化であるが、28SリボソームRNAのこの領域はリボソームにとって重要な領域であり、この1塩基の変化で、新しいアミノアシルtRNAがリボソームに結合できなくなる。このため、タンパク質の伸長ができなくなってタンパク質合成が阻害され、最終的に細胞はアポトーシスを誘導され死滅する。
このベロ毒素の作用は、ヒマ種子に含まれる猛毒の植物タンパク質として知られるリシンと共通するものである。リシンの活性サブユニットもまたN-グリコシダーゼ活性によって28SリボソームRNAの4324番目のアデニン切断によるタンパク質合成阻害を行うが、リシンの場合はA1B5からなるベロ毒素と異なり、1つの活性サブユニット鎖とジスルフィド結合した1つの結合サブユニット鎖から構成されており、細胞内に輸送される過程がベロ毒素とは異なる。

## ヒトに対する毒性
EHECや赤痢菌が主に腸内で産生したベロ毒素は腸管上皮細胞に作用して出血性の下痢を起こすだけでなく、その一部は血液中に吸収されて全身に移行する。ベロ毒素の受容体であるGb3ガングリオシドは、特に内皮系の細胞に多いことが知られており、これらの細胞が多く、また毒素排出に重要な機能を担っている腎臓にベロ毒素が作用すると、溶血性尿毒症症候群(HUS)を起こす原因になるほか、脳では急性脳症が引き起こされる。
EHECによる感染時には、体内から速やかにベロ毒素を除去することが重要である。この目的で活性炭を経口投与し、腸内に分泌されたベロ毒素を吸着して取り除く治療が行われている。HUSによる人工透析を実施している場合には、血中からの毒素除去も行われる。一方、感染症の治療法として一般的な抗生物質の投与については、腸管内でEHECが死滅する際に大量のベロ毒素を放出するとの考えから、使用すべきでないという意見がある。